# Sommaren '42
Sommaren '42 (originaltitel: Summer of '42) är en amerikansk dramafilm från 1971 i regi av Robert Mulligan. Manus skrevs av Herman Raucher. Filmen bygger på Rauchers egna upplevelser på ön Nantucket utanför Massachusetts, USA, sommaren 1942. Faktum är att han inte ens har ändrat namnet på personerna, huvudpersonen heter Hermie efter honom själv. Den hade svensk publikpremiär den 22 juli 1971.
Filmen vann en Oscar för bästa filmmusik vid Oscarsgalan 1972.

## Rollista i urval
- Jennifer O'Neill - Dorothy
- Gary Grimes - Hermie
- Jerry Houser - Oscy
- Oliver Conant - Benjie
- Katherine Allentuck - Aggie
- Christopher Norris - Miriam
- Lou Frizzell - Handelsman
- Walter Scott - Pete
- Maureen Stapleton - Hermies mamma
- Robert Mulligan - Berättare